# اس‌ام یوسی-۱۱۴
اس‌ام یوسی-۱۱۴ (به انگلیسی: SM UC-114) یک زیردریایی است که طول آن ۱۸۵ فوت ۵ اینچ (۵۶٫۵۲ متر) می‌باشد. این زیردریایی در سال ۱۹۱۸ ساخته شد.